# Boxe aux Jeux olympiques d'été de 1988
Navigation
Los Angeles 1984 Barcelone 1992
Aux Jeux olympiques d'été de 1988, douze épreuves de boxe anglaise se sont disputées du 17 septembre au 2 octobre 1988 à Séoul, Corée du Sud. 
Cette édition a été marquée par le boycott de Cuba.

## Résultats

### Podiums
| Catégories                    | Or                   | Argent                | Bronze                                       |
| Poids mi-mouches (-48 kg)     | Ivailo Marinov       | Michael Carbajal      | Leopoldo Serrantes Róbert Isaszegi           |
| Poids mouches (-51 kg)        | Kim Kwang-sun        | Andreas Tews          | Timofey Skryabin Mario González              |
| Poids coqs (-54 kg)           | Kennedy McKinney     | Aleksandar Khristov   | Jorge Julio Rocha Phajol Moolsan             |
| Poids plumes (-57 kg)         | Giovanni Parisi      | Daniel Dumitrescu     | Lee Jae-hyuk Abdelhak Achik                  |
| Poids légers (-60 kg)         | Andreas Zülow        | George Cramne         | Romallis Ellis Nergüin Enkhbat               |
| Poids super-légers (-63,5 kg) | Vyacheslav Yanovskiy | Grahame Cheney        | Reiner Gies Lars Myrberg                     |
| Poids welters (-67 kg)        | Robert Wangila       | Laurent Boudouani     | Kenneth Gould Jan Dydak                      |
| Poids super-welters (-71 kg)  | Park Si-hun          | Roy Jones Jr.         | Raymond Downey Richie Woodhall               |
| Poids moyens (-75 kg)         | Henry Maske          | Egerton Marcus        | Syed Hussain Shah Chris Sande                |
| Poids mi-lourds (-81 kg)      | Andrew Maynard       | Nurmagomed Shanavazov | Damir Škaro Henryk Petrich                   |
| Poids lourds (-91 kg)         | Ray Mercer           | Baik Hyun-man         | Arnold Vanderlyde Andrzej Gołota             |
| Poids super-lourds (+91 kg)   | Lennox Lewis         | Riddick Bowe          | Janusz Zarenkiewicz Aleksandr Miroshnichenko |

### Tableau des médailles
Un classement des médailles dominé par les boxeurs américains qui remportent huit médailles dont trois en or. 
| Place | Pays                 | Médaille d'or, Jeux olympiques | Médaille d'argent, Jeux olympiques | Médaille de bronze, Jeux olympiques | Total |
| ----- | -------------------- | ------------------------------ | ---------------------------------- | ----------------------------------- | ----- |
| 1     | États-Unis           | 3                              | 3                                  | 2                                   | 8     |
| 2     | Corée du Sud         | 2                              | 1                                  | 1                                   | 4     |
| 3     | Allemagne de l'Est   | 2                              | 1                                  | 0                                   | 3     |
| 4     | Union soviétique     | 1                              | 1                                  | 2                                   | 4     |
| 5     | Canada               | 1                              | 1                                  | 1                                   | 3     |
| 6     | Bulgarie             | 1                              | 1                                  | 0                                   | 2     |
| 7     | Kenya                | 1                              | 0                                  | 1                                   | 2     |
| 8     | Italie               | 1                              | 0                                  | 0                                   | 1     |
| 9     | Suède                | 0                              | 1                                  | 1                                   | 2     |
| 10    | Australie            | 0                              | 1                                  | 0                                   | 1     |
| -     | Roumanie             | 0                              | 1                                  | 0                                   | 1     |
| -     | France               | 0                              | 1                                  | 0                                   | 1     |
| 13    | Pologne              | 0                              | 0                                  | 4                                   | 4     |
| 14    | Allemagne de l'Ouest | 0                              | 0                                  | 1                                   | 1     |
| -     | Pays-Bas             | 0                              | 0                                  | 1                                   | 1     |
| -     | Hongrie              | 0                              | 0                                  | 1                                   | 1     |
| -     | Maroc                | 0                              | 0                                  | 1                                   | 1     |
| -     | Yougoslavie          | 0                              | 0                                  | 1                                   | 1     |
| -     | Philippines          | 0                              | 0                                  | 1                                   | 1     |
| -     | Mexique              | 0                              | 0                                  | 1                                   | 1     |
| -     | Thaïlande            | 0                              | 0                                  | 1                                   | 1     |
| -     | Mongolie             | 0                              | 0                                  | 1                                   | 1     |
| -     | Royaume-Uni          | 0                              | 0                                  | 1                                   | 1     |
| -     | Colombie             | 0                              | 0                                  | 1                                   | 1     |
| -     | Pakistan             | 0                              | 0                                  | 1                                   | 1     |
| Total | 25 pays médaillés    | 12                             | 12                                 | 24                                  | 48    |